# Norwegisches Landschwein

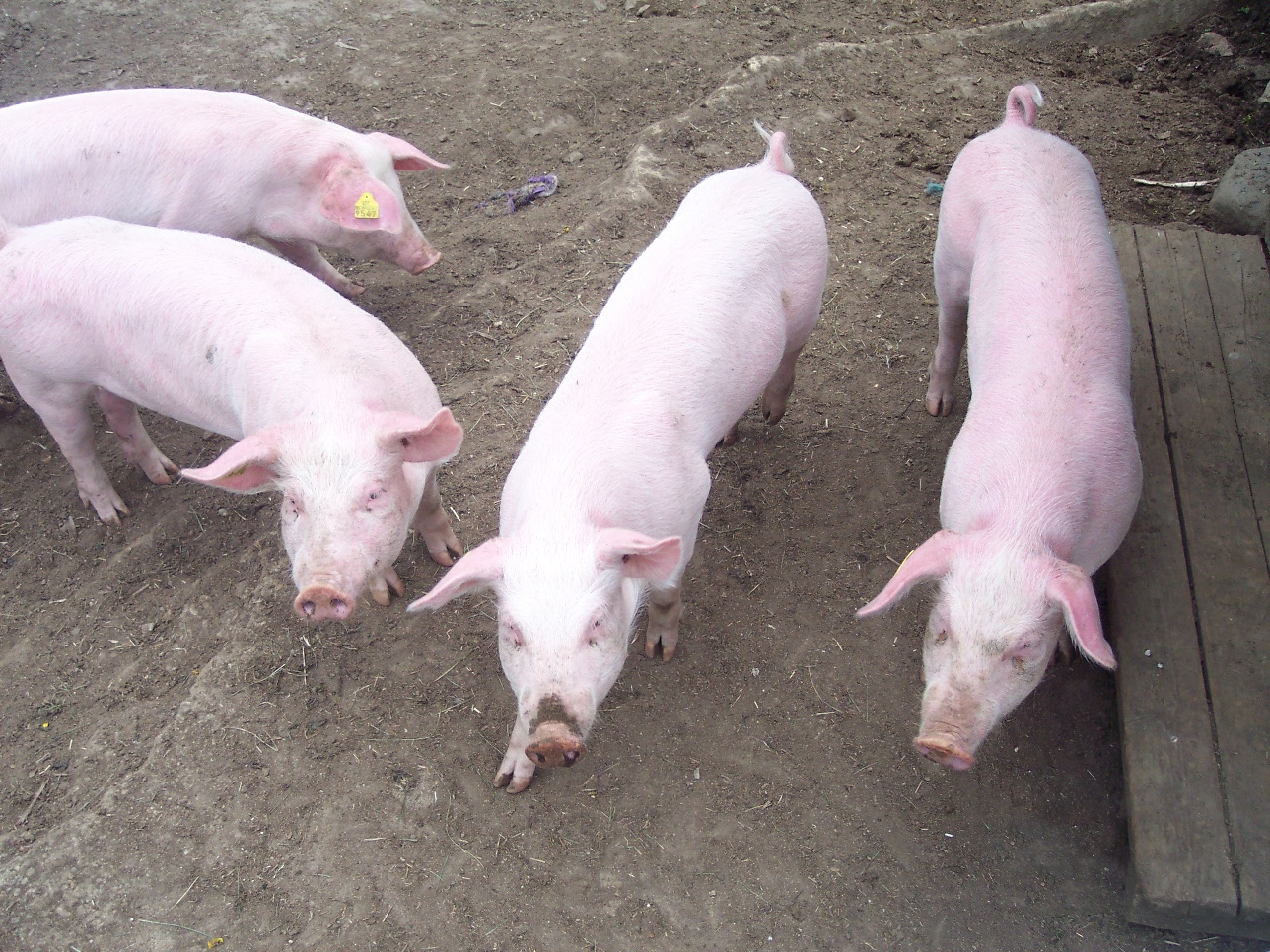
Norwegisches Landschwein (Norsk landsvin)

Das Norwegische Landschwein (norwegisch: Norsk landsvin) ist eine Schweinerasse aus Norwegen.
In Norwegen gehört diese Schweinerasse mit zu den wichtigsten der norwegischen Schweinemast.
Die Rasse wurde aus dem originalen norwegischen Wildschwein gezüchtet, das seit ca. 500 v. Chr. in Norwegen ausgestorben ist und erst seit 2006 von Schweden aus wieder langsam dort heimisch wird.
Das Norwegische Landschwein wird seit 1960 systematisch weitergezüchtet.
Ab 1980 gab es Einkreuzungen mit schwedischen Landschweinen, um den Stamm zu stärken.
Heute gehört das norwegische Landschwein zu einer der beliebtesten bzw. bekanntesten  Schweinerassen der Welt.
Das Norwegische Landschwein wird auch in andere Länder exportiert, wie auch dessen Fleisch.
Ebenso wird die Schweinerasse auch außerhalb Norwegens weitergezüchtet.
Das norwegische Landschwein hat ein fast weißes Aussehen, lange hängende Ohren und einen kleinen Kopf.
Das Schwein wächst sehr schnell, hat eine große verwertbare Fleischmenge, außerdem ist es sehr mager.
Das Landschwein ist auch in vielen anderen gekreuzten Schweinerassen enthalten, wie zum Beispiel im sogenannten Noroc-Schwein.
Diese Schweinerasse wurde auf Anregung der Fleisch- und Wurstwaren Gilde (Gilde Norsk Kjøtt) extra gezüchtet.
Im Noroc-Schwein sind aus dem 50 % vom Norwegischen Landschwein, 25 % norwegischen Yorkshire-Schwein und 25 % Duroc-Schwein eingekreuzt wurden.